# قربانی (فیلم ۲۰۱۰)
«قربانی» (انگلیسی: Sacrifice (2010 film)) یک فیلم به کارگردانی چن کایگه است که در سال ۲۰۱۰ منتشر شد.